# Jennifer Horton
Jennifer Horton is een personage uit de soapserie Days of our Lives. Jennifer werd op het scherm geboren in 1976 en werd als kind door verschillende actrices gespeeld. Melissa Brennan, later Melissa Reeves, nam de rol op in 1985 en speelde deze tot 1995, toen ze abrupt de serie verliet. Geruchten gingen de ronde dat ze een verhouding had met collega acteur Jason Brook (Peter Blake). Ze werd vervangen door Stephanie Cameron die tot 1998 bleef. In 2000 keerde Reeves terug en bleef tot 2006 toen ze zelf verkoos om de serie te verlaten, haar partner op het scherm Jack (Matthew Ashford) had net contractverlenging gekregen maar werd ook ontslagen omdat Reeves wegging. Reeves keerde kort terug in de soapserie in 2010, dit was wegens de dood van Frances Reid en haar personage Alice Horton. In augustus 2010 meldden de makers dat Melissa Reeves weer zou terugkeren in de soapserie. Ze keerde terug in november met een nieuwe verhaallijn waarin Jack haar verlaten heeft.

## Personagebeschrijving

### Jaren 70
Jennifer werd op een boerderij geboren tijdens een sneeuwstorm. Ze komt uit een familie van dokters, haar vader Bill en moeder Laura zijn dokters, net als haar oudere broer Mike Horton. Toen haar moeder voor de eerste keer in een instelling belandde liet Bill haar opvoeden door zijn ouders Tom en Alice Horton.

### Jaren 80
Na enkele jaren kostschool keerde Jennifer In 1985 als rebelse tiener terug naar Salem. Tijdens de zomer van 1986 had ze een romance met klasgenoot Glenn Gallagher. Onopzettelijk onthulde ze het drugsdealen van de sportcoach van Glenn en deze was zo kwaad dat hij pistool tegen Glenns hoofd zette. Met de hulp van Frankie Brady kon ze echter voorkomen dat er iets mis liep. Nadat Glenn Jennifer onder druk zette om seks met hem te hebben verbrak ze de relatie en begon iets met Frankie. In 1987 kwam haar vader Bill terug naar Salem en hij probeerde Jennifer te controleren. Uit rebellie verloofde ze zich met Frankie. Nadat ze hoorde dat zowel haar moeder als haar grootmoeder zware mentale problemen hadden besloot ze de relatie te verbreken uit angst dit door te geven op haar kinderen. Later kwamen ze terug bij elkaar maar Eve Donovan, die zelf een oogje had op Frankie, vertelde Jennifer over een affaire die Frankie intussen had met Paula Carson. Frankie verliet Salem eind 1988.
In 1989 Jennifer ging journalistiek studeren en deed stage bij de krant Salem Spectator. Ze was meteen aangetrokken tot de charmante Jack Deveraux, die ook een slecht kantje had. Jennifer werd bevriend met Sally, een zwanger, dakloos meisje dat zich liet arresteren zodat ze haar baby niet op straat moest krijgen. Nadat ze bevallen was wilden de officiële instanties niet dat ze haar kind hield. Jack Deveraux deed zich voor als Jennifers man en ze boden samen aan om baby Hannah in huis te nemen. Jack werd verliefd op Jennifer, die zelf een relatie had met Emilio Ramirez. Jack hield zijn gevoelens verborgen voor Jennifer en zij verloofde zich met Emilio. Op hun trouwdag ontvoerde Jack Jennifer, maar zij kon ontsnappen. Uiteindelijk zie Jack haar wat hij voor haar voelde. Dan werd Jack echter onzeker over zijn gevoelens voor Jennifer en zij keerde terug naar Emilio, die later echter iets begon met Melissa Anderson. Op de cruise die ze met Ernesto Toscano maakten en waarbij haar nicht Hope Williams het leven liet, bedreven Jack en Jennifer voor het eerst de liefde.

### Jaren 90
In 1990 kwam Lawrence Alamain naar Salem en hij was op zoek naar Katerina Von Leuschner (Carly Manning), de erfgename van het Von Leuschner fortuin. Hij dacht dat Jennifer dit was omdat zij als tiener bevriend was met Carly en toen ze op een keer allebei een date hadden verwisselden ze van date en Carly had normaal met Lawrence moeten afspreken, maar Jennifer kwam opdagen. Lawrence en Jennifer trouwden halsoverkop en hij verkrachtte haar. Jennifer verliet Lawrence al snel maar was te beschaamd om toe te geven dat ze verkracht was. Zij en Jack verloofden zich maar hij verbrak de verloving omdat hij zich van haar vervreemd voelde. Jack trouwde nu met Eve Donovan om haar te helpen met het binnenrijven van een erfenis van 10 miljoen dollar.
Jennifer diende klacht in tegen Lawrence. Kimberly Brady en Jack slaagden erin Lawrence te doen bekennen en dit op tape vast te leggen waarop hij in de gevangenis belandde. Eve gaf Jack met tegenzin een scheiding en hij en Jennifer trouwden. Ze leerden de zwendelaar Hawk kennen die hen van al hun geld beroofde. Dan werd Jennifer zwanger, maar Jack was niet zo gelukkig omdat hij dacht dat hij opnieuw aan de ziekte van Hodgkin leed, hoewel dat niet zo was. In 1992 kreeg ze een dochtertje, Abigail Johanna Deveraux (Abby).
Het volgende jaar werd er een beenmergdepressie vastgesteld bij Abby. Jennifer ging samen met Austin Reed op zoek naar de milieuoorzaak van Abby’s ziekte en ze kwamen tot de constatatie dat het kwam omdat Jack in het verleden had toegestaan chemisch afval te dumpen in de buurt. Jack had zo een groot schuldgevoel dat hij Salem verliet.
Datzelfde jaar kwam haar moeder Laura terug naar Salem met de hulp van Vivian Alamain die ontdekt had dat ze jarenlang medicatie kreeg om in de instelling te blijven. Jennifer begon nu een relatie met Peter Blake. Peter was de aangenomen zoon van Stefano DiMera en was bezig met een drugshandel. Laura moest niet veel van Peter hebben en hij liet het zo lijken alsof ze een mentale terugval had. Jack keerde terug naar Salem en bespioneerde zijn ex-vrouw en haar nieuwe liefde. Laura vertelde Jennifer over Clarke, een man die ze in de instelling had leren kennen en waar ze gevoelens voor had. Jennifer ging naar hem op zoek en kwam erachter dat die man in feite Jack was, die zich tijdelijk had laten opnemen. Jennifer was hier kapot van en besloot om met Peter te trouwen. Jack probeerde te bewijzen dat Peter slecht was, maar slaagde hier niet in.
Een jaar later gingen Jennifer en Peter uit elkaar toen ze ontdekte dat hij tegen haar gelogen had. Jack kwam erachter dat Peter Jennifer en Abby wilde ontvoeren en meenemen naar het buitenland en probeerde hem tegen te houden. Jack schoot Peter neer en het leek alsof hij dood was. Toevallig was een oude vriend van Peter naar Salem gekomen om geld van hem te eisen en toen hij na een ruzie uit het raam viel en overleed kwam Stefano op het idee om hem te begraven met een masker van Peter waardoor iedereen zou denken dat Jack Peter vermoord had.
Jack kreeg levenslang en Jennifer wist nu dat hij de liefde van haar leven was. Jack slaagde erin om te ontsnappen en sloeg met Jennifer op de vlucht voor de politie. Terwijl ze op de vlucht waren gingen ze werken voor een circus. Nadat Peter uiteindelijk levend en wel opdook en in de gevangenis belandde werd Jack vrijgesproken. Een tijdje later gingen ze tijdens de zomervakantie naar Afrika om Jennifers vader Bill te gaan bezoeken, maar ze keerden niet meer terug.

### Jaren 2000
In 2000 liep Bo Brady haar tegen het lijf in Ierland toen hij op zoek was naar de oorzaak van de vete tussen de Brady’s en de DiMera’s. Zijn rondneuzen werd niet geapprecieerd en Bo werd gevangengenomen. Met de hulp van Jennifer kon hij ontsnappen en ze ging samen met Abby en Bo mee naar Salem. Ze zei dat ze problemen had gekregen met Jack toen ze in Afrika waren en dat ze nu voorgoed uit elkaar waren. Enkele maanden later dook ook Jack weer op en hij wilde Jennifer terug. Het bleek dat Jennifer in Afrika verliefd geworden was op Colin Murphy, die een neefje bleek te zijn van Shawn Brady. Dan begon ze ook nog met Brandon Walker te flirten. Jennifer werd gedwongen om met Colin te slapen omdat hij dreigde hem anders te vermoorden. Toen Colin doodgeschoten werd verdachten Jack en Jennifer elkaar, maar geen van hen bleek de dader te zijn. Het bracht hen wel terug bij elkaar en ze trouwden opnieuw.
Samen met Jack begon ze met de presentatie van een televisieprogramma. Hun huwelijksgeluk was echter van korte duur toen de seriemoordenaar van Salem toesloeg en Abe Carver vermoordde. Jack was er op gebrand om de moordenaar te vinden en daagde deze publiekelijk uit op de televisie. Kort daarna werd Jack neergeslagen met een baksteen op Salem Place. Jennifer stond nu voor een hartverscheurende keuze en moest beslissen over het leven van haar man. Lexie zei dat hij klinisch dood was en Jennifer besloot om de machines stop te zetten, wat haar niet in dank werd afgenomen door Abby. Jennifer was inmiddels zwanger van Jack, maar Lexie adviseerde een abortus omdat het kind waarschijnlijk mentaal en fysiek gehandicapt zou zijn.
Jennifer wilde de laatste herinnering aan Jack echter niet opgeven en weigerde een abortus. Met de steun van een nieuwe vriend, Patrick Lockhart, begon Jennifer opnieuw zin in het leven te krijgen. Toen ze hoogzwanger was kreeg ze een bericht op haar computer van Jack en ging op zoek naar hem. Ze werd door een piloot opgepikt en ging naar het eiland Melaswen. Het vliegtuig crashte echter en Jennifer belandde in de jungle. Ze was in de wolken om met Jack verenigd te worden, die net als alle andere slachtoffers van de seriemoordenaar in feite ontvoerd was naar dit eiland. Ze baarde een zoontje, Jack Junior, en probeerde samen met Jack te ontsnappen. Op de terugreis werd Jack opnieuw dood gewaand en Jennifer moest opnieuw de dood van haar man verwerken, maar dan keerde hij terug en kon hij zijn gezinsleven opnieuw opnemen.
In 2006 kregen ze een werkaanbieding uit Londen en ze verhuisden met het hele gezin richting Engeland.
Jennifer keerde weer terug in 2010 omdat haar geliefde grootmoeder, Alice Horton, op sterven lag. Ze werd herenigd met haar moeder, vader en broer. Nadat Alice overleden was, keerde ze opnieuw terug naar haar gezin. Dit was echter van korte duur want in november 2010 keerde ze opnieuw terug naar Salem, dit keer om Hope bij te staan terwijl die in de gevangenis zit. Ze heeft ook aan Bo onthuld dat Jack haar verlaten heeft.